# باشگاه فوتبال سپاهان در فصل ۱۳۵۴
در این صفحه شما اطلاعات سپاهان اصفهان در فصل ۱۳۵۴ فوتبال ایران را خواهید دید.

## لیگ تخت جمشید
سپاهان  محبوب‌ترین تیم فوتبال در اصفهان جام سوم را همچون فصل قبل با رهبری محمود یاوری آغاز کرد. بر خلاف انتظار در نتیجه‌گیری ناموفق ظاهر شدند ۸ هفته بسیار نامیدکننده هواداران بیشمار سپاهان را آزار می‌داد کسب تنها ۳ امتیاز از ۸ دیدار (۳ تساوی و ۵ باخت) نتیجه‌ای بود که در طول جام سابقه نداشت و خوشبین‌ترین هواداران اصفهانی نیز امیدی به تیم محبوب خود نداشتند. اما از هفته نهم ورق برمی گردد آن‌ها حریفی پر توان به نام دارایی را که به غول کش معروف بود در باغ همایون (ورزشگاه اصفهان) با یک گل ارزشمند شکست دادند اولین پیروزی چنان شور و شوقی در اصفهان بپا کرد که همه مشکلات به فراموشی سپرده شد. سپس ابومسلم پدیده لیگ سوم که حتی به بزرگان هم در آن سال باج نمی‌داد برابر سپاهان دستها را بالا برد تا دومین پیروزی را نیز شاگردان یاوری جشن بگیرند هواداران اصفهانی دیگر در آسمانها سیر می‌کردند آن‌ها امیدوار و شاداب به انتظار تاج تهرانی نشستند تا در اصفهان از آبی‌ها میزبانی کنند بازی درخشان سپاهان، تاج را نیز تسلیم کرد دیگر سپاهان قابل قیاس با تیم ۸ هفته ابتدایی نبوده چرا که با دو پیروزی دیگر  در ادامه از ۷ هفته موفق به کسب ۱۰ امتیاز شدند (با احتساب ۲ امتیاز به ازای هر پیروزی). در دیدارهای برگشت نیز سپاهان افت و خیز بسیار داشت آن‌ها  برابر هما هر چند در امجدیه دیدار را واگذار کردند اما  در آنروز آن‌ها بازی درخشانی ارائه دادند این دو تیم با ۷ گل هواداران فوتبال را از یک فوتبال ناب سیراب کردند (۴ بر ۳)  سپس چند هفته بعد در اصفهان صنعت نفت آبادان را با نتیجه عالی ۴ بر ۱ خرد کردند و پس از آن برابر پرسپولیس در اصفهان و تاج در تهران به دو تساوی بدون گل قناعت کردند.  در میان یاران سپاهان نقش رضا دهقان در خط هافبک که بشدت از سوی محسن یزدخواستی حمایت می‌شد غیرقابل انکار بود از دست دادن یک مهاجم ممتاز به نام احمد جفاری نیز از دیگر معضلات سپاهان در جام سوم به‌شمار می‌رفت.

### دربارهٔ بازیکنان

#### دروازه بان‌ها
سپاهان در درون دروازه یک گوهر با ارزش به نام محمد برزمهری داشت او با کوله باری از تجربه بسان یک فرمانده مقتدر جوانان را رهبری می‌کرد او که جزو پنج شخصیت بزرگ تاریخ این باشگاه بزرگ در میان هواداران سپاهانی شناخته می‌شود علی‌رغم میل خود به بازنشستگی و باز کردن جای برای جوانان شایسته اصفهانی همچنان از هر گزینه دیگر شایسته تر برای نگهبانی از دروازه زردپوشان بحساب می‌آمد عشق به سر بلندی اصفهان سبب ساز حضور درخشان او در چهار چوب دروازه بود. پس از او مسعود رجایی پور نیز در اندک زمانی که به میدان آمد تا حدودی موفق بود اما اصفهانی‌ها برای آینده بیشتر چشم به بهرام استکی گلر تیم جوانان اصفهان داشتند تا  در سال‌های آینده این جوان شایسته را جایگزین کاپیتان برزمهری کنند که همینطور نیز شد.

#### خط دفاع
منوچهر کبیریان ستون خط دفاعی سپاهان در جام سوم بود تسلط او بر توپهای هوایی بسبب اندام مناسب و قد بلند نقطه اطمینان یاوری در خط دفاع به حساب می‌آمد زوج او در مرکز خط دفاع مهدی اخوان مدافع با تجربه و قدیمی سپاهان  بود این دو تشکیل یک زوج مکمل را داده بودند و در سمت راست مسعود تابش حضور داشت که با اندامی کوچک و استخوانی اما از هوشیاری و سرعت بالا بهره‌مند بود او به تنهایی پایه‌گذار نیمی از حملات تیم سپاهان در جام سوم بحساب می‌آمد ترکیب دو نفره او با دهقان سمت راست سپاهان را برای حریفان هراسناک می‌کرد. کارشناسان معتقد بودند :«... تابش برای مهار بهترین گوش چپ‌ها تنها به ۱۰ دقیقه زمان نیاز دارد تا راه مهار او را پیدا کند.» در سمت چپ نیز بهروز تابانی و مختار بابایی حضوری مثبت داشتند تابانی با اندامی متناسب یکی از بازیکنان موفق سپاهان محسوب می‌شد.

#### خط هافبک
رضا دهقان و محسن یزدخواستی (جوان اول سپاهان) ستاره‌های این تیم در مرکز زمین بودند. بسیاری از تیم‌ها خواستار محسن یزدخواستی بودند. او را در سپاهان  با پروین ستاره پرسپولیس و تیم ملی مقایسه می‌کردند یزدخواستی رابط میان خط دفاع و خط حمله این تیم محسوب می‌شد هماهنگی او با سایر مردان سپاهان به ویژه مسعود تابش در فاز حمله مثال زدنی بود. هرگاه تابش نفوذ می‌کرد حرکات بدون توپ و جابه جایی ضربدری یزدخواستی و دهقان نیز آغاز می‌شد تا نظم و شیرازهٔ مدافعان حریف به حداقل تنزل یابد به گونه‌ای که گاهی در آن شرایط یاران سپاهان با پنج مهاجم به دروازه حریفان هجوم می‌بردند خوروش،  ولیوند و اعرابی از دیگر یاران سپاهان در این منطقه بودند که به تناوب فرصت حضور در میدان را می‌یافتند.

#### خط حمله
ترکیب علیرضا رحیمی، علی اصغر جمالی و احمد جفاری امیدهای هواداران سپاهان در آغاز فصل بودند رحیمی در نقش گوش راست و اغلب سازنده برای احمد جفاری و جمالی نیز در گوش چپ برای سپاهان به میدان می‌رفتند عدم نتیجه‌گیری در آغاز فصل این امید را به یاوری می‌داد که با گذشت زمان مشکلات رفع گردد اما شکستهای پی در پی و جدایی علی اصغر جمالی و احمد جفاری در اواخر نیم فصل وضعیت نامشخص را پیش روی تیم اصفهانی قرار داد. با جدایی این دو مهاجم محمود یاوری، حمید ندیمیان و غلامرضا ضفاپور را جایگزین آن دو کرد و بر خلاف انتظار خط حمله سپاهان جان دوباره‌ای گرفت ندیمیان که با گل خود زمینه شکست تاج را فراهم کرده بود در نیم فصل دوم در نقش یک سازنده سبب اوج‌گیری صفاپور و رحیمی شد. صفاپور که متخصص گلزنی به تیمهای جنوبی بود در هفته نوزدهم به عنوان بهترین چهره هفته نیز شناخته شد او در نهایت با ثبت ۶ گل و ۳ پاس گل بهترین گلزن سپاهان در جدول گلزنان جام سوم قرار گرفت. پس از او علیرضا رحیمی و محسن یزدخواستی هر دو با ۴ گل و رضا دهقان با ۳ گل در رده‌های بعدی قرار گرفتند. علیرضا رحیمی مهاجمی بود که عموماً در نقش یک سازنده و با حرکت در فضاهای خالی برای سایر مهاجمان خلق موقعیت می‌کرد او یکی از اولین مهاجمان در زمینه فضاسازی در فوتبال ایران شناخته می‌شود.

### بازیکنان حاضر در لیگ
| شماره |       | پست       | بازیکن                     |
| ----- | ----- | --------- | -------------------------- |
| ۱     | ایران | دروازه‌بان | محمد برزمهری (کاپیتان اول) |
| ۲     | ایران | دروازه‌بان | بهرام استکی                |
| ۳     | ایران | مدافع     | منوچهر کبیریان             |
| ۴     | ایران | مدافع     | مسعود تابش                 |
| ۵     | ایران | مدافع     | غلامرضا دوکچی              |
| ۶     | ایران | مدافع     | بهروز مردانی               |
| ۷     | ایران | مدافع     | مهدی اخوان                 |
| ۸     | ایران | مدافع     | حسن ملارضا                 |
| ۹     | ایران | مدافع     | مجید ندیمیان               |
| ۱۰    | ایران | هافبک     | رسول خوروش                 |
| ۱۱    | ایران | هافبک     | محسن بزدخواستی             |
| ۱۲    | ایران | هافبک     | حمید ولیوند                |

| شماره |       | پست   | بازیکن            |
| ----- | ----- | ----- | ----------------- |
| ۱۳    | ایران | هافبک | رضا دهقان         |
| ۱۴    | ایران | هافبک | محسن فروغی        |
| ۱۵    | ایران | هافبک | محمود بزدخواستی   |
| ۱۶    | ایران | هافبک | احمد جفاری        |
| ۱۷    | ایران | مهاجم | حمید ندیمیان      |
| ۱۸    | ایران | مهاجم | رضا صفاپور        |
| ۱۹    | ایران | مهاجم | مصطفی حیدری       |
| ۲۰    | ایران | مهاجم | پرویز فرحناک      |
| ۲۱    | ایران | مهاجم | منصور ابراهیم‌زاده |
| ۲۲    | ایران | مهاجم | اصغر حجازی        |
| ۲۳    | ایران | مهاجم | رضا کوهستانی      |

## جدول رده‌بندی
مالک :جناب خان

مالک :جناب خان

مالک :جناب خان

مالک :جناب خان

مالک :جناب خان

مالک :جناب خان

مالک :جناب خان

مالک :جناب خان
| 1  | پرسپولیس (ق) | 30 | 16 | 12 | 2  | 36 | 12 | +24 | 44 |
| 2  | هما          | 30 | 12 | 15 | 3  | 38 | 25 | +13 | 39 |
| 3  | پاس          | 30 | 13 | 12 | 5  | 22 | 13 | +9  | 38 |
| 4  | تاج          | 30 | 12 | 12 | 6  | 33 | 21 | +12 | 36 |
| 5  | ابومسلم      | 30 | 13 | 9  | 8  | 28 | 20 | +8  | 35 |
| 6  | دارایی       | 30 | 9  | 15 | 6  | 19 | 15 | +4  | 33 |
| 7  | ملوان        | 30 | 11 | 8  | 11 | 39 | 32 | +7  | 30 |
| 8  | صنعت نفت     | 30 | 9  | 9  | 12 | 27 | 31 | −4  | 27 |
| 9  | ذوب آهن      | 30 | 6  | 15 | 9  | 16 | 23 | −7  | 27 |
| 10 | بانک ملی     | 30 | 7  | 13 | 10 | 23 | 25 | −2  | 27 |
| 11 | سپاهان       | 30 | 8  | 10 | 12 | 24 | 27 | −3  | 26 |
| 12 | آرارات       | 30 | 8  | 10 | 12 | 23 | 31 | −8  | 26 |
| 13 | نیرو اهواز   | 30 | 7  | 11 | 12 | 28 | 32 | −4  | 25 |
| 14 | برق شیراز    | 30 | 4  | 16 | 10 | 20 | 29 | −9  | 24 |
| 15 | راه‌آهن       | 30 | 5  | 14 | 11 | 19 | 29 | −10 | 24 |
| 16 | تراکتور      | 30 | 4  | 11 | 15 | 21 | 41 | −20 | 19 |

منبع: ]
نحوه قرار گرفتن در جدول:1st امتیاز؛ 2nd تفاضل گل؛ 3rd گل زده.
# = رتبه در جدول؛ بازی = تعداد بازی؛ برد = بازیهای برده؛ مساوی = بازیهای مساوی؛ باخت = بازیهای باخته؛ زده = گل زده؛ خورده = گل خورده؛ تفاضل = تفاضل گل؛ امتیاز = امتیاز گرفته؛
(ق) = قهرمان؛ (س) = سقوط کرده؛ (ص) = صعود به رده بالاتر؛ (پ) = رفتن به پلی آف؛ (۱/۴) = رفتن به ۱/۴

## باشگاه

### کادر مربیگری
| پست      | نام          |
| -------- | ------------ |
| سرمربی   | محمود یاوری  |
| کمک مربی | محمد برزمهری |
| سرپرست   | احمد صادقی   |

### بقیه پرسنل
| مدیرعامل | محمود حریری |

## اطلاعات بیشتر
- جام تخت جمشید ۱۳۵۴